# Antonio da Gama
Antonio da Gama Pereira (Funchal, 1520 – Lisbona, 1604) è stato un giurista portoghese.

## Biografia
Nato sull'isola di Madera, studiò diritto all'Università di Coimbra, proseguendo in seguito gli studi all'Università di Bologna e laureandosi infine a Coimbra. Nella città portoghese divenne alto magistrato per mezzo secolo. Nel suo Decisiones supremi Senatus Regni Lusitaniae raccolse oltre quattrocento decisioni giuridiche del Senato del Portogallo. L'opera fu ristampata molte volte: a Barcellona nel 1597, a Lisbona nel 1578 e nel 1610, a Cremona nel 1598, a Cordova e a Francoforte nel 1599, infine ad Anversa nel 1735. Nell'opera, alla Decisio CLXXXI, affronta il problema dell'assicurazione stipulata a sinistro avvenuto e ne suggerisce la soluzione, riferendosi agli insegnamenti del connazionale Pedro de Santarém, autore del primo trattato a stampa sull'assicurazione.